# Pringy, Marne

Pringy este o comună în departamentul Marne, Franța. În 2009 avea o populație de 442 de locuitori.